# Ben Foster (fodboldspiller)
 For alternative betydninger, se Ben Foster. (Se også artikler, som begynder med Ben Foster)
Benjamin Anthony "Ben" Foster (født 3. april 1983 i Leamington Spa, Warwickshire) er en tidligere engelsk fodboldspiller, der spillede som målmand for Wrexham i National League.

## Klubkarriere

### Stoke City
Foster startede sin fodboldkarriere i Racing Club Warwick i 2000. Han brugte en sæson i den klub, hvorefter han tilsluttede sig Stoke City den 25. april 2001. Under sin tid i Stoke, blev Foster udlånt til Bristol City, Tiverton Town, Stafford Rangers, Kidderminster Harriers og Wrexham. Foster pådrog sig en skade i juni 2003, da han havde spillet tennis med sin bror, en skade der holdt ham ude i seks måneder.

### Manchester United
Mens han spillede for Wrexham på lån fra Stoke, blev Foster spottet af Manchester United-manageren Alex Ferguson, som sad og så sin søn Darren i LDV Vans Trophy-finalen i 2005. United havde haft problemer i adskillige år med at erstatte den tidligere målmand Peter Schmeichel, og Ferguson besluttede at købe den unge Foster med et beløb på 1 million pund for ham. Stoke accepterede aftalen med United den 15. juli 2005, og handlen var fuldført den 19. juli.
Da han ikke var klar til førsteholdskampe endnu, blev Foster sendt på et sæson-langt udlån til Watford den 1 august 2005, med en forlængelse på et udlån mere sæsonen efter. Watford-manageren Aidy Boothroyd udtalte: ”Han er bedre end den nuværende Manchester United-målmand Edwin van der Sar” og ”han vil blive den bedste målmand i verden. Manchester United-manageren Ferguson har også sagt, at Foster vil være efterfølgeren til Edwin van der Sar som førstevalgsmålmanden i United og ville måske også erstatte Paul Robinson som Englands næste målmand.
Foster havde en imponerende sæson i Watford, og han tiltrak sig meget opmærksomhed fra modstanderne og kommentatorerne. Hans lange målspark var en speciel fordel for Watford, da mange af holdets mål kom via dem. Det blev kaldet 'rute et'-fodbold, når et langt skud fra Foster blev samlet op af angriberne Marlon King eller Darius Henderson i lovende positioner. Hans imponerende figur, tillid til kampene og sin udmærket skud-stopper-evne, gjorde også at han for første gang stod en hel professionel sæson. Foster hjalp Watford med at nå til Premier League ved at slå Leeds United 3-0 i the Championship play-off-finalen.
Foster skrev under for Watford igen på endnu et sæson-langt lån den 10. august 2006 efter Manchester United sikrede positionen ved at låne den polske målmand Tomasz Kuszczak af West Bromwich Albion. Aidy Boothroyd udtrykte sit valg, om at han ville beholde Foster i Watford for en tredje sæson til adskillige kampe under 2006-07-sæsonen, men hans håb blev slået væk i januar 2007, da Alex Ferguson meddelte sin intention om at bringe Foster tilbage til Old Trafford i slutningen af sæsonen.
I juni 2007 blev det meddelt at Foster skulle have gennemgået en operation med en skade i sit højre knæ og missede starten af 2007-08-sæsonen. Han vendte tilbage med let træning hen imod slutningen af 2007, og han vurderede februar 2008 som sit comeback. Han fik sit comeback i en reservekamp mod Middlesbrough den 6. mart 2008, før han fik sin debut for Manchester Uniteds førstehold den 15. marts 2008, med Edwin van der Sar skadet og Tomas Kuszczak med karantæne for et rødt kort mod Portsmouth i FA Cuppens sjette runde den tidligere lørdag. Alex Ferguson var nødt til at skrinlægge planerne om Foster skulle udlånes igen, og den unge målmand stod derfor som førstemålmand i hjemmekampen mod Derby County.
United vandt kampen 1-0, med Foster der lavede to afgørende redninger og holdt dermed målet rent. Selvom Ferguson var imponeret over Fosters præstationer i kampen mod Derby, startede Ferguson ikke med ham i den følgende kamp mod Bolton Wanderers, og han valgte i stedet den tilbagevendende Kuszczak.
Efter at være blevet valgt som en erstatning til Manchester Uniteds åbningskamp i Champions League 2008-09 mod Villarreal den 17. september 2008, spillede Foster efterfølgende for reserveholdet mod Blackburn Rovers dagen efter. Desværre faldt han i løbet af kampen og fordrejede sin ankel, som ville holde ham ude i seks-otte uger. Heldigvis for Foster, var han spilleklar igen hurtigere end det første gang blev anslået til, og han vendte tilbage til reserveholdsaktion den 14. oktober 2008, hvor han spillede alle 90 minutter i en 2-1-sejr over Oldham Athletic-reserverne. Foster startede derefter inde i en Champions League-kamp – hans anden for Manchester Uniteds første hold – den 5. november 2008, i et 1-1-opgør ude mod Celtic.
Foster blev oprindeligt valgt til Manchester Uniteds trup i FIFA Club World Cup 2008, men efter at han brækkede fingeren til træning dagen før truppen tog til Japan, blev han erstattet af Ben Amos.
Den 1. marts 2009 udtog Alex Ferguson Foster til at stå på mål i League Cup-finalen 2009 på Wembley Stadium. Efter at have holdt buret rent hele den ordinære tid, startede Foster med at redde Tottenhams Jamie O'Haras skud i den følgende straffesparkkonkurrence. Dette kombineret med en afbrænder af David Bentley, gav United en 4–1-sejr i straffesparkkonkurrencen og Liga Cup-titlen 2009. Foster modtog Alan Hardaker man of the match-prisen for sin indsats i kampen.

### Birmingham City
Foster valgte i sommeren 2010 at skifte til Manchester Uniteds ligarivaler Birmingham City, hvor han skrev en tre-årig kontrakt.

## Landsholdkarriere
Den 26. maj 2006 fik Foster sit navn på standby-listen til Englands VM 2006-trup på grund af Robert Greens skade efter en "B"-landsholdskamp mod Hviderusland. Efter Foster igen skrev under på lån til Watford, blev han kaldt op til Steve McClarens Englands førsteholdstrup som en af de tre målmænd i venskabskampen mod Grækenland. Siden han første gang blev udtaget blev Foster forud for sin skade navngivet i en hver England-trup, og han fik sin England-debut i et 1-0-nederlag mod Spanien den 7. februar 2007. Han står (pr. august 2010) noteret for fire landskampe.

## Karrierestatistikker
| Klub                         | Sæson   | Liga | Liga | Cup | Cup | Liga Cup | Liga Cup | Europa | Europa | Andre | Andre | I alt | I alt |
| Klub                         | Sæson   | Kmp  | Mål  | Kmp | Mål | Kmp      | Mål      | Kmp    | Mål    | Kmp   | Mål   | Kmp   | Mål   |
| ---------------------------- | ------- | ---- | ---- | --- | --- | -------- | -------- | ------ | ------ | ----- | ----- | ----- | ----- |
| Racing Club Warwick          |         |      |      |     |     |          |          |        |        |       |       |       |       |
| 2000–01                      |         |      |      |     |     |          | –        | –      |        |       |       |       |       |
| Stoke City                   | 2001–02 |      |      |     |     |          |          | –      | –      |       |       |       |       |
| Stoke City                   | 2002–03 |      |      |     |     |          |          | –      | –      |       |       |       |       |
| Stoke City                   | 2003–04 |      |      |     |     |          |          | –      | –      |       |       |       |       |
| Stoke City                   | 2004–05 |      |      |     |     |          |          | –      | –      |       |       |       |       |
| Stoke City                   | I alt   |      |      |     |     |          |          | –      | –      |       |       |       |       |
| Bristol City (lån)           | 2002–03 |      |      |     |     |          |          | –      | –      |       |       |       |       |
| Tiverton Town (lån)          | 2003–04 | 16   | 0    |     |     |          |          | –      | –      |       |       | 16    | 0     |
| Stafford Rangers (lån)       | 2003–04 | 1    | 0    |     |     |          |          | –      | –      |       |       | 1     | 0     |
| Kidderminster Harriers (lån) | 2004–05 | 2    | 0    |     |     |          |          | –      | –      |       |       | 2     | 0     |
| Wrexham (lån)                | 2004–05 | 17   | 0    | 0   | 0   | 0        | 0        | –      | –      | 4     | 0     | 21    | 0     |
| Manchester United            | 2005–06 | 0    | 0    | 0   | 0   | 0        | 0        | 0      | 0      | 0     | 0     | 0     | 0     |
| Manchester United            | 2006–07 | 0    | 0    | 0   | 0   | 0        | 0        | 0      | 0      | 0     | 0     | 0     | 0     |
| Manchester United            | 2007–08 | 1    | 0    | 0   | 0   | 0        | 0        | 0      | 0      | 0     | 0     | 1     | 0     |
| Manchester United            | 2008–09 | 0    | 0    | 2   | 0   | 3        | 0        | 1      | 0      | 0     | 0     | 6     | 0     |
| Manchester United            | I alt   | 1    | 0    | 2   | 0   | 3        | 0        | 1      | 0      | 0     | 0     | 7     | 0     |
| Watford (lån)                | 2005–06 | 44   | 0    | 1   | 0   | 0        | 0        | –      | –      | 3     | 0     | 48    | 0     |
| Watford (lån)                | 2006–07 | 29   | 0    | 3   | 0   | 1        | 0        | 0      | 0      | 0     | 0     | 33    | 0     |
| Watford (lån)                | I alt   | 73   | 0    | 4   | 0   | 1        | 0        | 0      | 0      | 3     | 0     | 81    | 0     |
| I alt                        |         |      |      |     |     |          |          |        |        |       |       |       |       |

Statistikkerne er korrekte for kampe, der er spillet inden den 1. marts 2009

## Hæder

### Klub

#### Wrexham
- LDV Vans Trophy (1): 2004–05

#### Manchester United
- League Cup (1): 2008–09